# Nathalia Ahlström
Blenda Hilda Nathalia Ahlström, född Osberg 24 september 1877 i Sankt Petri församling i Malmö, död 1 juli 1969 i Oskar Fredriks församling i Göteborg, var en socialdemokratisk kommunalpolitiker i Göteborg och ordförande i Göteborgs kvinnliga diskussionsklubb 1930–1952. Under hennes ledning blev klubben Sveriges största kvinnoförening med över 2000 medlemmar.

## Biografi
Nathalia Ahlström var dotter till Gustaf Alfred Theodor Osberg och Benedikta, född Nilsson. Fadern var tvålfabrikant i Malmö och socialdemokrat. Vid 19 års ålder gifte hon sig med Rudolf Ahlström och de bosatte sig i Lund där familjen utökades med en son och en dotter Giggi Ahlström, gift med Alfred Öste. År 1904 övertog Nathalia Ahlström ansvaret för tvålfabriken i Malmö efter faderns död samtidigt som hon skötte hemmet.
År 1910 flyttade Nathalia Ahlströms familj till Göteborg där hennes man blev länsveterinär. Där engagerade hon sig snart i socialdemokraternas kvinnorörelse och även i kommunalt och socialt arbete för partiet i över 40 år. Hon tillhörde flera kommunala styrelser, bland andra hälsovårdsnämnden och social- och äldreomsorgen. Hon var ledamot i sjuksköterskeskolans styrelse och Göteborgs ålderdomshems styrelse.
I början av 1920-talet engagerade hon sig för att förbättra villkoren för kvinnliga kockar och telegrafister till sjöss och 1924 var hon med om att bilda Sjöfarande kvinnors förening i Göteborg.

### Ordförande för Göteborgs kvinnliga diskussionsklubb
År 1930 blev Nathalie Ahlström ordförande för Göteborgs kvinnliga diskussionsklubb (GKDK). Hon avgick 1952 efter 23 år. Under hennes ledning genomgick klubben en dynamisk utveckling och blev Sveriges största kvinnoförening. Medlemsantalet ökade från 25 till  2496 och 947 i kö. Hon lyckades få en rad framstående kulturpersonligheter att komma till klubben för att föreläsa och debattera aktuella ämnen. Nathalia Ahlström utvecklade även klubbens verksamhetsformer. Förutom de ursprungliga mötena med föredrag och diskussion ordnades mindre sammankomster för att göra diskussionen lättare för mer ovana debattörer. Hon lanserade bordsdiskussioner, studiecirklar, den så kallade Lilla diskussionsklubben och en konstklubb. Även ett eget bibliotek skapades.
Nathalia Ahlström var även behjälplig med att starta en kvinnlig diskussionsklubb i Danmark. En resa till Danmark planerades 1939 men fick på grund av kriget skjutas upp till hösten 1945. Under kriget var hon i kontakt med de andra nordiska länderna.

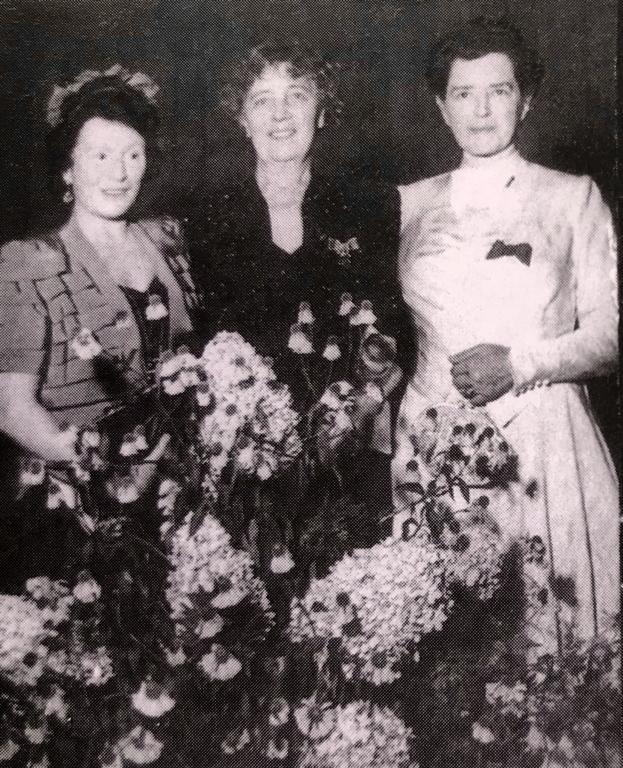
Systerföreningarna i Oslo och Köpenhamn uppvaktade på 70-årsdagen.

År 1947 hyllade GKDK Nathalia Ahlström på hennes 70-årsdag med fest i Göteborgs konserthus. Ett porträtt målat av konstnären Saga Walli avtäcktes vid tillfället. Tidigare på dagen hade landshövdingen överlämnat medaljen Illis quorum. Två år senare hedrades hon med Göteborgs stads förtjänsttecken för sina stora medborgerliga insatser.

### Vänskap med  Moa Martinson
Strax efter sin romandebut 1933 med Kvinnor och äppelträd inbjöds Moa Martinson att hålla föredrag i GKDK. Detta blev inledningen till en lång vänskap och mellan författaren och Nathalia Ahlström. Ett 60-tal brev finns bevarade som spänner över 25 år. Moa Martinson  blev en återkommande gäst hos klubben.
Makarna Ahlström är begravda på Sankt Pauli mellersta kyrkogård i Malmö.

## Priser och utmärkelser
- 1947 – Illis quorum av femte storleken.[12]
- 1949 – Göteborgs stads förtjänsttecken.
- 2001 – Göteborgs stad skapar gatunamnet Nathalia Ahlströms Gångväg. Gångvägen finns i Kungsparken.[13]